# 源顕重
源 顕重（みなもと の あきしげ、生没年不詳）は、平安時代後期の貴族。村上源氏、権大納言・源雅俊の子。官位は正四位下・神祇伯。

## 経歴
白河院政期前期の寛治8年（1094年）叙爵（従五位下）し、嘉保3年（1096年）侍従に任官する。左兵衛権佐を経て、康和4年（1102年）右近衛少将、康和6年（1104年）正月に左近衛少将と武官を歴任し、この間の康和5年（1103年）には備前権介を兼ねた。しかし、康和6年（1104年）11月に従四位下に叙せられると、少将を解かれてしまう。この頃、前斎院（令子内親王）の乳母子の女房（藤原為房の娘）を顕重が奪い取ったために、堀河天皇の不興を買ってしまう事件があり、これよって少将を解任された可能性が指摘されている。以降、長きに亘り備前（権）介のみを帯びた。
のち、鳥羽院政期中期までに正四位下・神祇伯に叙任され、鳥羽院政期末ごろまで10年以上に亘って神祇伯を務めた。またこの間の康治2年（1143年）伊勢権守を兼ねている。

## 官歴
- 寛治8年（1094年）正月5日：従五位下（祐子内親王御給）[4]
- 嘉保3年（1096年）正月24日：侍従[4]
- 永長2年（1097年）正月30日：見左兵衛権佐[4]
- 時期不詳：正五位下[5]
- 康和4年（1102年）正月23日：右近衛少将[6]
- 康和5年（1103年）2月30日：兼備前権介[5]
- 康和6年（1104年）正月28日：左近衛少将[5]。11月11日：従四位下?、止少将?[5]。11月22日：還昇[4]
- 永久3年（1115年）11月14日：見備前介[6]
- 大治4年（1129年） 7月15日：見前備前介[7]
- 康治元年（1142年） 11月12日：見神祇伯正四位下[8]
- 康治2年（1143年） 正月27日：兼伊勢権守[8]
- 久寿2年（1155年） 10月：見神祇伯[9]

## 系譜
『尊卑分脈』による。
- 父：源雅俊
- 母：高階業子（高階為家の娘）
- 妻：藤原季仲の娘
  - 男子：源顕教
- 生母不詳の子女
  - 男子：源実憲